# Турењ
Турењ (слч. Tureň) насељено је мјесто са административним статусом сеоске општине (слч. obec) у округу Сењец, у Братиславском крају, Словачка Република.

## Становништво
| Година:    | 1994. | 2004.   | 2014.    | 2024.    |
| ---------- | ----- | ------- | -------- | -------- |
| Број људи: | 840   | 878     | 1089     | 1282     |
| Разлика:   |       | +4,52 % | +24,03 % | +17,72 % |

| Година:    | 2023. | 2024.   |
| ---------- | ----- | ------- |
| Број људи: | 1264  | 1282    |
| Разлика:   |       | +1,42 % |

Према подацима о броју становника из 2011. године насеље је имало 997 становника.